# Таємниці і брехня
 «Таємниці і брехня» (англ. Secrets & Lies) — британсько-французький драматичний фільм 1996 року, поставлений режисером Майком Лі. Фільм здобув Золоту пальмову гілку 49-го Каннського кінофестивалю 1996 року та низку інших фестивальних та професійних кінонагород .

## Сюжет
Після смерті названої матері молода чорношкіра дівчина Гортензія вирішує знайти свою справжню матір. Результат виявляється досить несподіваним: її матір'ю виявляється біла жінка на ім'я Сінтія Перлі, що веде безрадісне життя разом зі своєю 21-річною донькою. Поява Гортензії — прихованої дитини Синтії, викликає розкриття цілої системи таємниць і брехні в родині Перлі…

## У ролях
| • Бренда Блетін       | … | Сінтія Роуз Перлі    |
| • Меріанн Жан-Батист  | … | Гортензія Камбербетч |
| • Тімоті Сполл        | … | Моріс Перлі          |
| • Клер Рашбрук        | … | Роксан Перлі         |
| • Філліс Логан        | … | Моніка Перлі         |
| • Елізабет Беррінгтон | … | Джейн                |
| • Мішель Остін        | … | Діон                 |
| • Лі Росс             | … | Пол                  |
| • Леслі Менвілл       | … | соціальний працівник |
| • Рон Кук             | … | Стюарт               |
| • Емма ЕЭймос         | … | дівчина зі шрамом    |

## Знімальна група
- Автор сценарію — Майк Лі
- Режисер-постановник — Майк Лі
- Продюсер — Саймон Ченнінг-Вільямс
- Оператор — Дік Поуп
- Композитор — Ендрю Діксон
- Монтаж — Джон Грегорі
- Художник-постановник — Елісон Чітті
- Художник по костюмах — Марія Прайс
- Художник-декоратор — Ліз Гріффітс
- Артдиректор — Ів Стюарт

## Аналіз
Сценарій фільму, як і в інших роботах Майка Лі, багато в чому спирався на акторську імпровізацію, що дозволило досягти реалістичності в передачі почуттів персонажів та їх взаємовідносин. Так, перша зустріч персонажів Бренди Блетін і Меріанн Жан-Батист була і першою зустріччю цих акторок, так що їх знайомство на екрані було справжнім.
Один з основних мотивів фільму — відмінність між видимістю і реальністю, втілюване в професіях Моріса (персонаж Тімоті Спола) і Гортензії (персонаж Жан-Батист). Будучи професійним фотографом, Моріс спеціалізується на створенні ілюзій, такою ж ілюзією є і його власне зовні щасливе життя. Гортензія, навпаки, завдяки професії оптометриста прагне, щоб люди виразніше бачили світ таким, як він є, тому її поява допомагає усій родині побачити правду про себе і близьких.

## Позитивне пікетування
Фільм був підтриманий «позитивними пікетами» організації захисту прав дорослих усиновлених дітей «Нація бастардів» з метою звернення уваги громадськості на секретність записів про народження в США і Канаді. Режисер Майк Лі і акторка Бренда Блетін зустрілися з учасниками пікету в Беверлі Гіллз 10 березня 1997.

## Нагороди та номінації
| Рік  | Кінофестиваль/кінопремія                          | Категорія/нагорода                                     | Номінант                                            | Результат |
| ---- | ------------------------------------------------- | ------------------------------------------------------ | --------------------------------------------------- | --------- |
| 1996 | Каннський міжнародний кінофестиваль               | Золота пальмова гілка                                  | Таємниці і брехня                                   | Перемога  |
| 1996 | Каннський міжнародний кінофестиваль               | Приз за найкращу жіночу роль                           | Бренда Блетін                                       | Перемога  |
| 1996 | Каннський міжнародний кінофестиваль               | Приз екуменічного журі                                 | Таємниці і брехня                                   | Перемога  |
| 1996 | Премія Європейської кіноакадемії                  | Найкращий європейський фільм року                      | Таємниці і брехня                                   | Номінація |
| 1996 | Національна рада кінокритиків США                 | ТОП-10 фільмів                                         | Таємниці і брехня                                   | Перемога  |
| 1996 | Асоціація кінокритиків Лос-Анджелеса              | найкращий фільм                                        | Таємниці і брехня                                   | Перемога  |
| 1996 | Асоціація кінокритиків Лос-Анджелеса              | Найкращий режисер                                      | Майк Лі                                             | Перемога  |
| 1996 | Асоціація кінокритиків Лос-Анджелеса              | Найкраща акторка                                       | Бренда Блетін                                       | Перемога  |
| 1996 | Спільнота кінокритиків Бостона                    | Найкращий режисер                                      | Майк Лі                                             | Перемога  |
| 1996 | Спільнота кінокритиків Бостона                    | Найкраща акторка                                       | Бренда Блетін                                       | Перемога  |
| 1996 | Кінофестиваль Camerimage                          | Золота жабка                                           | Дік Поуп                                            | Перемога  |
| 1997 | Премія «Оскар»                                    | Найкращий фільм                                        | Таємниці і брехня                                   | Номінація |
| 1997 | Премія «Оскар»                                    | Найкращий режисер                                      | Майк Лі                                             | Номінація |
| 1997 | Премія «Оскар»                                    | Найкраща акторка в головній ролі                       | Бренда Блетін                                       | Номінація |
| 1997 | Премія «Оскар»                                    | Найкраща акторка в ролі другого плану                  | Меріанн Жан-Батист                                  | Номінація |
| 1997 | Премія «Оскар»                                    | Найкращий сценарій                                     | Майк Лі                                             | Номінація |
| 1997 | Премія «Золотий глобус»                           | Найкращий фільм                                        | Таємниці і брехня                                   | Номінація |
| 1997 | Премія «Золотий глобус»                           | Найкраща головна жіноча роль                           | Бренда Блетін                                       | Перемога  |
| 1997 | Премія «Золотий глобус»                           | Найкраща жіноча роль другого плану                     | Меріанн Жан-Батист                                  | Номінація |
| 1997 | Премія BAFTA                                      | Премія БАФТА за найкращий фільм                        | Таємниці і брехня                                   | Номінація |
| 1997 | Премія BAFTA                                      | Премія Александра Корди за найкращий британський фільм | Таємниці і брехня                                   | Перемога  |
| 1997 | Премія BAFTA                                      | Найкраща головна чоловіча роль                         | Тімоті Сполл                                        | Номінація |
| 1997 | Премія BAFTA                                      | Найкраща головна жіноча роль                           | Бренда Блетін                                       | Перемога  |
| 1997 | Премія BAFTA                                      | Найкраща жіноча роль другого плану                     | Меріанн Жан-Батист                                  | Номінація |
| 1997 | Премія BAFTA                                      | Найкращий оригінальний сценарій                        | Майк Лі                                             | Перемога  |
| 1997 | Премія BAFTA                                      | Премія Девіда Ліна за режисуру                         | Майк Лі                                             | Номінація |
| 1997 | Премія Австралійського кіноінституту              | Найкращий фільм іноземною мовою                        | Таємниці і брехня                                   | Перемога  |
| 1997 | Премія «Сезар»                                    | Найкращий фільм іноземною мовою                        | Таємниці і брехня                                   | Номінація |
| 1997 | Асоціація кінокритиків Далласа — Форт-Верта       | Найкращий фільм                                        | Таємниці і брехня                                   | 2-е місце |
| 1997 | Премія «Імперія»                                  | Найкраща британська акторка                            | Бренда Блетін                                       | Перемога  |
| 1997 | Премія «Незалежний дух»                           | Найкращий іноземний фільм                              | Таємниці і брехня                                   | Перемога  |
| 1997 | Синдикат французьких кінокритиків                 | Приз за найкращий іноземний фільм                      | Таємниці і брехня                                   | Перемога  |
| 1997 | Італійський національний синдикат кіножурналістів | Срібна стрічка найкращому іноземного режисерові        | Майк Лі                                             | Перемога  |
| 1997 | Італійський національний синдикат кіножурналістів | Найкращий жіночий дубляж                               | Аврора Кансіан (за голос Бренди Блетін італійською) | Перемога  |
| 1997 | Премія «Гойя»                                     | Найкращий європейський фільм                           | Таємниці і брехня                                   | Перемога  |
| 1997 | Лондонське коло кінокритиків                      | Британський фільм року                                 | Таємниці і брехня                                   | Перемога  |
| 1997 | Лондонське коло кінокритиків                      | Британський режисер року                               | Майк Лі                                             | Перемога  |
| 1997 | Лондонське коло кінокритиків                      | Британська акторка року                                | Бренда Блетін                                       | Перемога  |
| 1997 | Лондонське коло кінокритиків                      | Британський актор року                                 | Тімоті Сполл                                        | Номінація |
| 1997 | Національна спілка кінокритиків США               | Найкращий                                              | хто                                                 | Номінація |
| 1997 | Національна спілка кінокритиків США               | Найкращий фільм                                        | Таємниці і брехня                                   | 2-е місце |
| 1997 | Національна спілка кінокритиків США               | Найкращий режисер                                      | Майк Лі                                             | 2-е місце |
| 1997 | Національна спілка кінокритиків США               | Найкраща акторка                                       | Бренда Блетін                                       | 2-е місце |
| 1900 | Премія Сан Жорді                                  | Найкраща іноземна акторка                              | Бренда Блетін                                       | Перемога  |
| 1998 | Премія «Кінема Дзюмпо»                            | Найкращий іноземний фільм                              | Таємниці і брехня                                   | Перемога  |
| 1998 | Премія «Кінема Дзюмпо»                            | Нагорода читачів за найкращий фільм                    | Таємниці і брехня                                   | Перемога  |